# 吞武里縣
（音素換寫：Ṭhnburī，皇家轉寫：Thon Buri，IPA：[tʰōn būrīː]）是泰国曼谷的50个区之一，位于昭披耶河的西岸。其相邻的区有：曼谷艾县、拍那空县、空讪县、曼柯廉县、拉布拉那县、宗通县和帕世乍能县。
吞武里县曾是吞武里府的首府。1971年12月吞武里府这一行政区划被废止，与拍那空合并成立今大曼谷都市。
吞武里王朝的首都吞武里位于今日的吞武里县境内。
1. . 台灣中央通訊社. 2025-03-28 （中文（臺灣））.
2. . 台灣中央通訊社. 2025-03-28 （中文（臺灣））.
3. . 台灣中央通訊社. 2025-03-28 （中文（臺灣））.
4. . 台灣中央通訊社. 2025-03-28 （中文（臺灣））.
5. . 台灣中央通訊社. 2025-03-28 （中文（臺灣））.
6. . 台灣中央通訊社. 2025-03-28 （中文（臺灣））.